# NGC 3446
NGC 3446 (również ESO 264-SC45) – gromada otwarta znajdująca się w gwiazdozbiorze Żagla. Odkrył ją John Herschel 15 marca 1836 roku. Jest położona w odległości ok. 4,8 tys. lat świetlnych od Słońca.